# Stenichneumon flavolineatus
Stenichneumon flavolineatus là một loài tò vò trong họ Ichneumonidae.